# インドネシア鉄道BB306形ディーゼル機関車
BB306形ディーゼル機関車（ビービー306がたディーゼルきかんしゃ、インドネシア語：Lokomotif BB306）は、インドネシアのディーゼル機関車。ヘンシェル社が製造したDHG 800 BB形の、クレタ・アピ・インドネシア（インドネシア鉄道会社、PT.KAI）における形式である。

## 概要
1984年から導入され、北スマトラ州や西スマトラ州をはじめ、ジャワ島のジャカルタなどの各所で広範囲に運用されている。BB306形は入換機関車および短距離列車の牽引機関車として設計された。兄弟機であるBB302形・BB303形と比較すると、機関出力が低く車体が短いが、3形式の外観デザインは共通である。
BB306形は運行開始以来、スマトラ島とジャワ島で旅客列車と貨物列車の入換作業に頻繁に使用された。入換作業に限定されず、ジャカルタ地域事業部のランカスビトゥン・ローカル（現在のランカスビトゥン線）やパタス・メラク号（現在のメラク線） 、または西スマトラ地域事業部内のシビヌアン号など、短距離および中距離の旅客列車を牽引も担当した。
BB306形は、前進しているときにスロットルを直接逆転させることができるという特徴を持つサンバ油圧トランスミッションで採用されている。トランスミッションは機関車が停止し、その後後退するまで自動的に油圧ブレーキとして機能する。
1987年に起きたビンタロの悲劇（1987年ビンタロ列車衝突事故）で、BB 303 16号機と衝突した BB 306 16号機は破損したが、廃車されるほどではない事故該当車両も存在した。BB 306 17号機は、1989年の映画「Tragedy of Bintaro」の撮影に使用されて破損した。また、BB 306 15号機は、BB 204 10号機が牽引しBB 306 14号機が推進運転をしていたオムビリン石炭貨物列車と衝突したため破損した。後にPT KAIとなったペルムカは、油圧式ディーゼル機関車の運行を削減し、BB203形、CC201形、CC203形、CC204形などの共通の設計である電気式ディーゼル機関車への置き換え計画を初めた。
2000年代まではBB306形が頻繁に運行についていたが、2010年代以降、特に北スマトラと西スマトラにBB203形とCC201形が導入されたため、置き換えられて引退したため、スマトラ島にはBB306形は残存しない。タナアバン機関区でも同様で、一部は引退、保管、またはチカンペック駅に回送された。
現在、タナアバン機関区に残っているBB 306 10号機は、マンガライ車両工場での入換機関車として使用されており、マンガライ車両工場内を移動するには、2両で牽引する必要がある。タナハバンに残るBB306形は、塗装がPJKA時代に戻され、左右の新しいナンバープレートの下にKAI 2020のロゴがステッカーの形で貼付された。 2022年9月以降は、BB306 19号機の部品がBB306 10号機に流用されたため運行を停止している。

## 機関区別配置両数
かつてPT.KAI が所有するBB306形機関車は22両であった。現在はタナアバン機関区にのみ2両が配置され、マンガライ車両工場での入換作業を担当するためマンガライ機関区に転属されている。
| 配置場所   | 配置場所 | 車両番号                                                      |
| 機関区名   | 電報略号 | 車両番号                                                      |
| ---------- | -------- | ------------------------------------------------------------- |
| マンガライ | BY MRI   | - BB 306 10 (BB 306 84 08) SO - BB 306 19 (BB 306 84 14) TSGO |

情報：
- 付番番号付は、2010年の運輸大臣規則第PM45号に基づく。
- SO は運行整備完了、TSO は運行整備未完了、TSGO は操作整備未完了を意味する。

## 大衆文化
ホラー映画 「Bangunnya Nyi Roro Kidul」 で出演したBB 306 16号機は、1987 年のビンタロの悲劇で廃車される前に、1985 年にスザンナ の小道具として使用された。

## ギャラリー

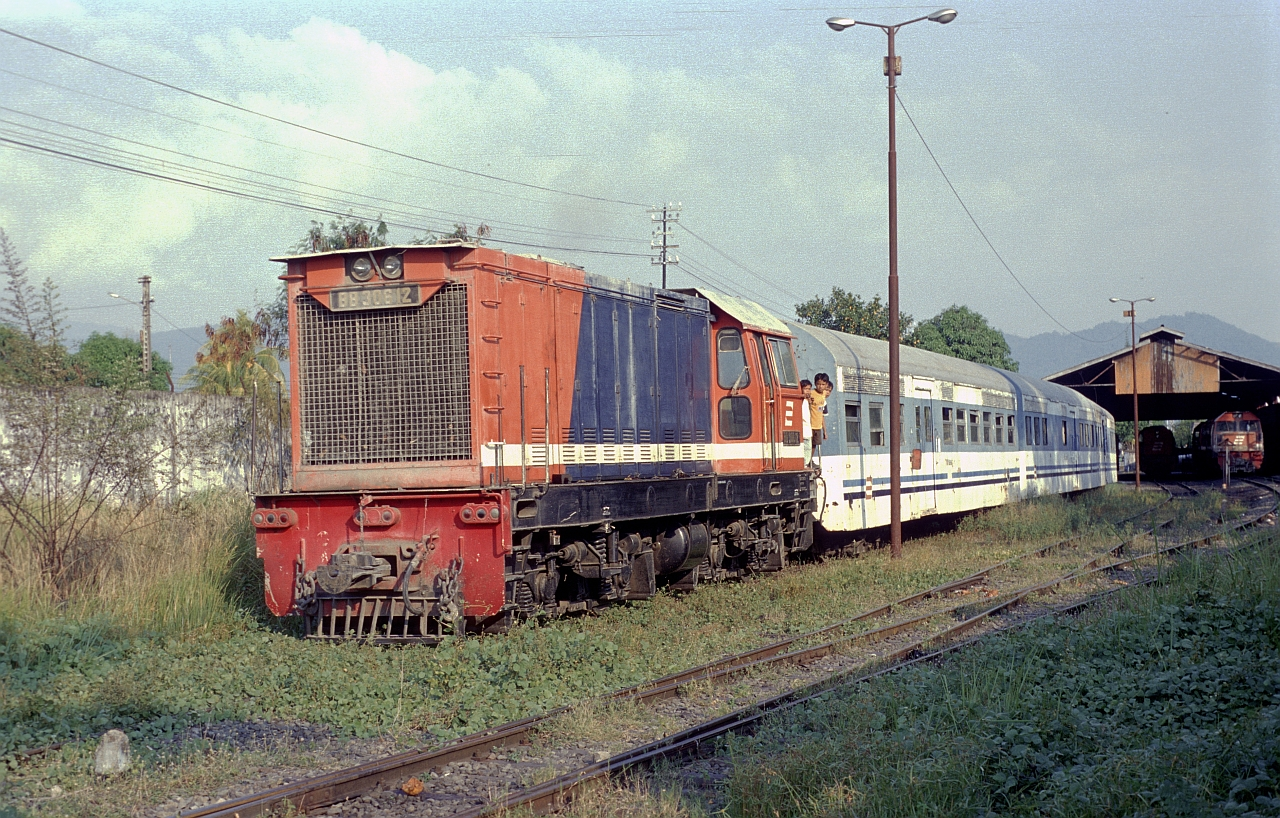
BB 306 12号機（2003年）
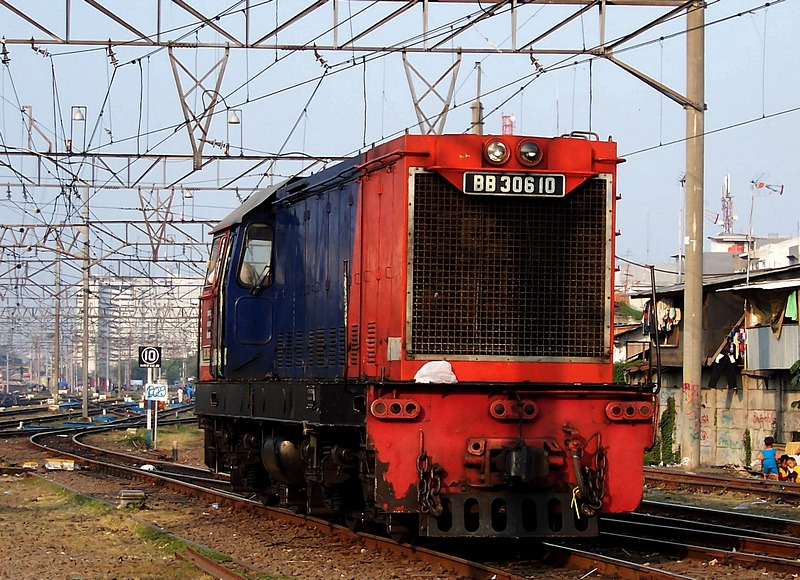
ジャカルタ・コタ駅で入換作業中のBB306 10号機（2004年）
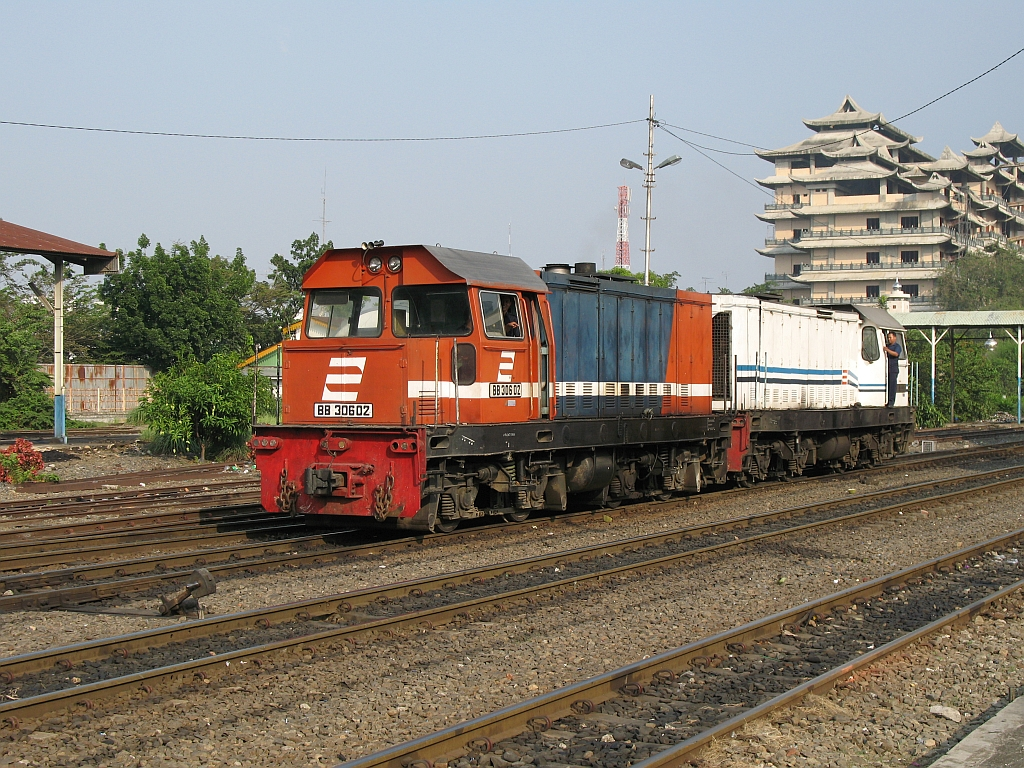
BB306 12号機（2008年）
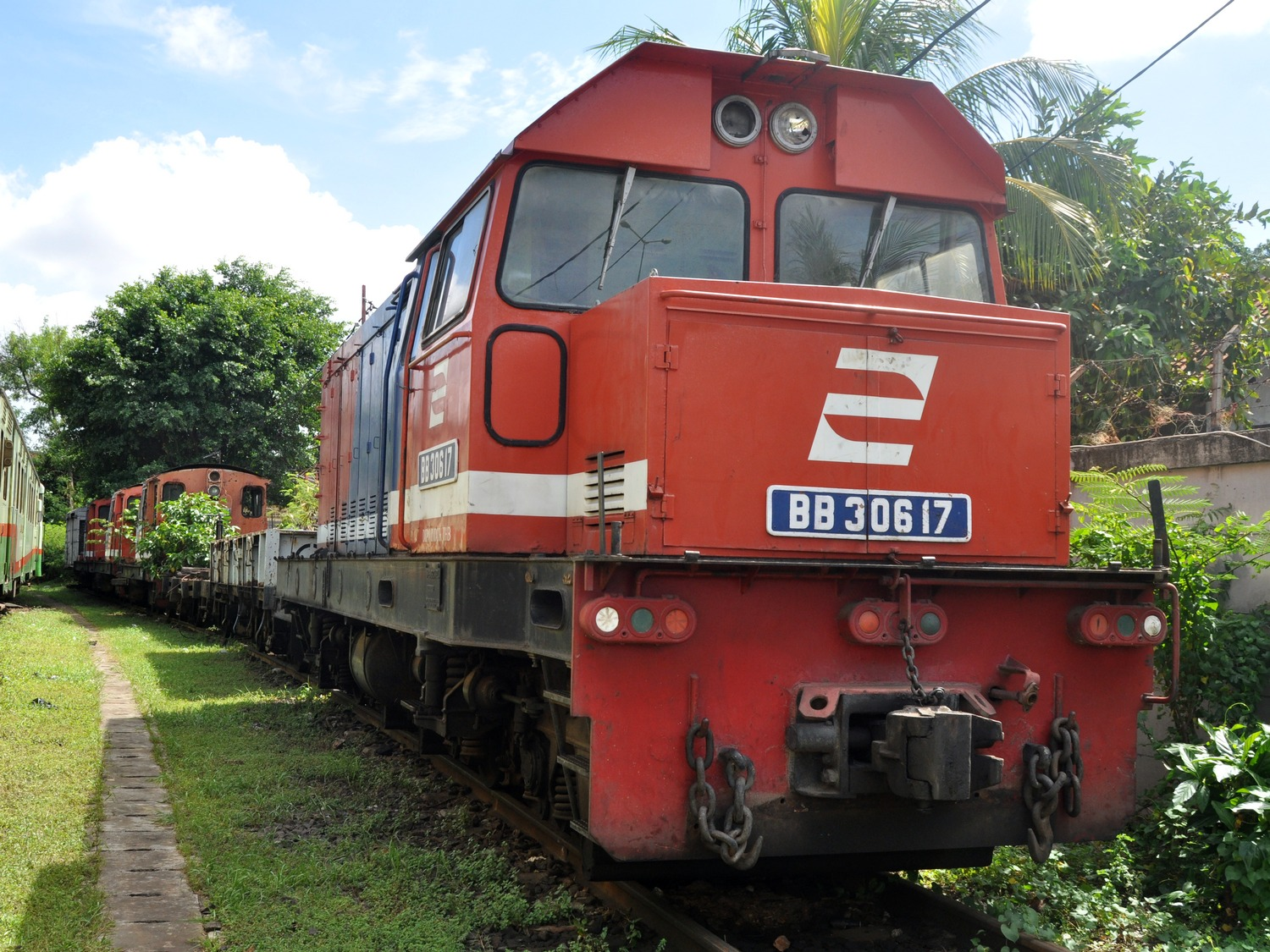
タナ・アバン機関区に留置されているBB 306 17号機
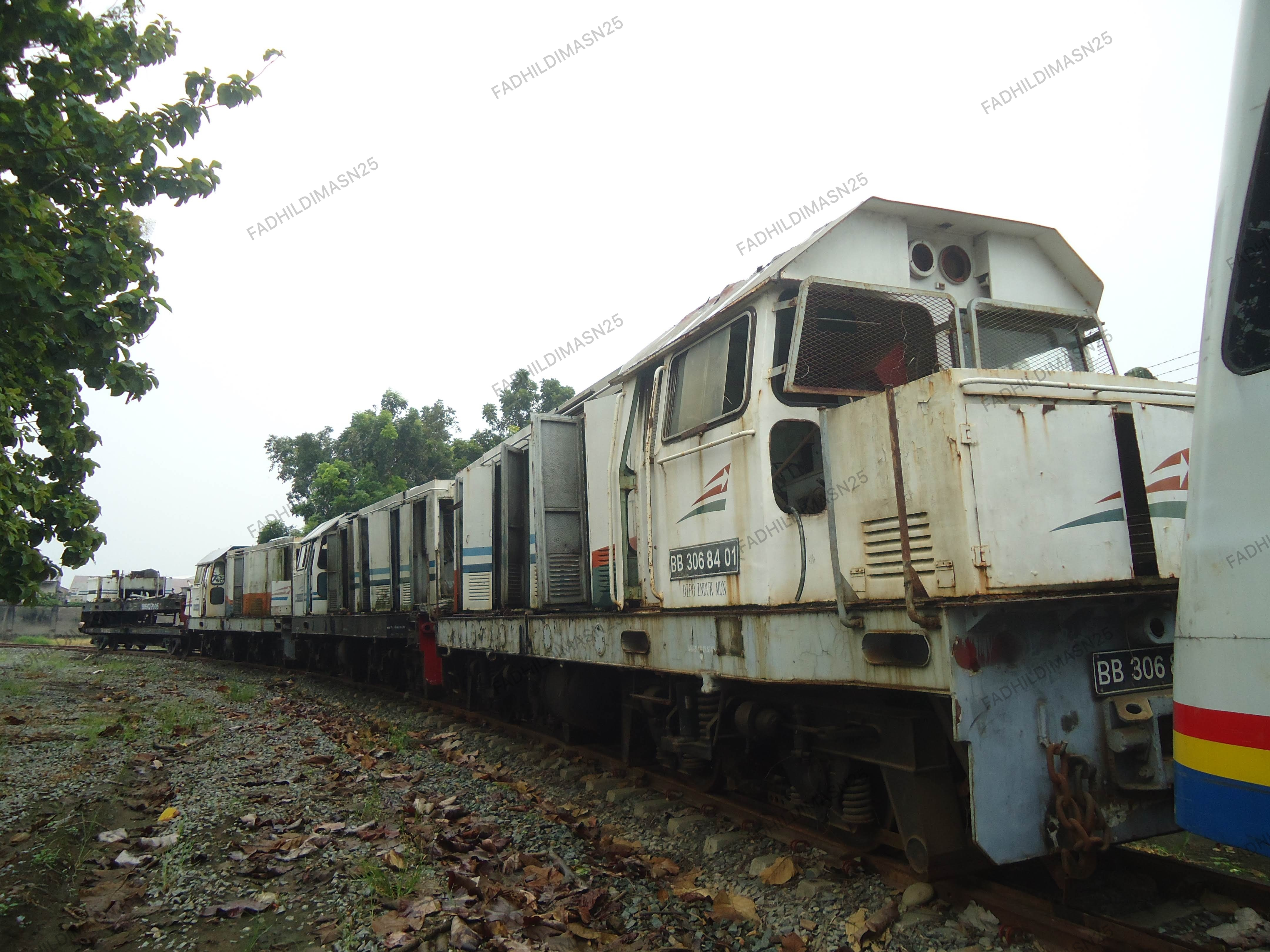
休車となったBB302形、BB303形、BB306形が留置されている様子